# Distretto di Salas (Ica)
Il distretto di Salas è uno dei quattordici distretti della provincia di Ica, in Perù. Si trova nella regione di Ica e si estende su una superficie di  651,72 chilometri quadrati.